# Molguloides sphaeroidea
Molguloides sphaeroidea is een zakpijpensoort uit de familie van de Molgulidae. De wetenschappelijke naam van de soort is voor het eerst geldig gepubliceerd in 1970 door Millar.